# Weekends of Mass Distraction Tour
Weekends of Mass Distraction Tour – piąta trasa koncertowa Robbie’ego Williamsa; w jej trakcie odbyło się trzydzieści osiem koncertów.

## Lista piosenek
1. "Let Me Entertain You"
2. "Let Love Be Your Energy"
3. "We Will Rock You" (cover Queen)
4. "Monsoon"
5. "Come Undone"
6. "Strong"
7. "Me and My Monkey"
8. "Hot Fudge"
9. "Mr. Bojangles"
10. "She's The One"
11. "Supreme"
12. "No Regrets"
13. "Kids"
14. "Better Man"
15. "Nan's Song"
16. "Feel"
17. "Rock DJ"
18. "Angels"

## Lista koncertów
| Data koncertu        | Miasto        | Państwo       | Miejsce                          |
| -------------------- | ------------- | ------------- | -------------------------------- |
| 28 czerwca 2003      | Edynburg      | Szkocja       | Murrayfield Stadium              |
| 29 czerwca 2003      | Edynburg      | Szkocja       | Murrayfield Stadium              |
| 2 lipca 2003         | Paryż         | Francja       | Palais Omnisports de Paris-Bercy |
| 4 lipca 2003         | Wiedeń        | Austria       | Ernst Happel Stadium             |
| 6 lipca 2003         | Monachium     | Niemcy        | Stadion Olimpijski               |
| 8 lipca 2003         | Berlin        | Niemcy        | Waldbühne                        |
| 9 lipca 2003         | Berlin        | Niemcy        | Waldbühne                        |
| 11 lipca 2003        | Mannheim      | Niemcy        | Maimarktgelände                  |
| 13 lipca 2003        | Gelsenkirchen | Niemcy        | Arena AufSchalke                 |
| 17 lipca 2003        | Amsterdam     | Holandia      | Amsterdam Arena                  |
| 18 lipca 2003        | Amsterdam     | Holandia      | Amsterdam Arena                  |
| 20 lipca 2003        | Hanower       | Niemcy        | Open Air Arena                   |
| 22 lipca 2003        | Antwerpia     | Belgia        | Sportpaleis Antwerp              |
| 23 lipca 2003        | Antwerpia     | Belgia        | Sportpaleis Antwerp              |
| 25 lipca 2003        | Kopenhaga     | Dania         | Parken                           |
| 27 lipca 2003        | Sztokholm     | Szwecja       | Olympic Stadium                  |
| 1 sierpnia 2003      | Knebworth     | Anglia        | Knebworth Park                   |
| 2 sierpnia 2003      | Knebworth     | Anglia        | Knebworth Park                   |
| 3 sierpnia 2003      | Knebworth     | Anglia        | Knebworth Park                   |
| 9 sierpnia 2003      | Dublin        | Irlandia      | Phoenix Park                     |
| 19 października 2003 | Lizbona       | Portugalia    | Pavilhão Atlântico               |
| 20 października 2003 | Lizbona       | Portugalia    | Pavilhão Atlântico               |
| 24 października 2003 | Barcelona     | Hiszpania     | Palau Sant Jordi                 |
| 25 października 2003 | Lyon          | Francja       | Halle Tony Garnier               |
| 27 października 2003 | Genewa        | Szwajcaria    | SEG Geneva Arena                 |
| 28 października 2003 | Genewa        | Szwajcaria    | SEG Geneva Arena                 |
| 30 października 2003 | Mediolan      | Włochy        | Datch Forum di Assago            |
| 3 listopada 2003     | Budapeszt     | Węgry         | Budapest Sports Arena            |
| 4 listopada 2003     | Praga         | Czechy        | T-Mobile Arena                   |
| 6 listopada 2003     | Katowice      | Polska        | Spodek                           |
| 9 listopada 2003     | Moskwa        | Rosja         | Olimpijskij                      |
| 11 listopada 2003    | Helsinki      | Finlandia     | Hartwall Arena                   |
| 12 listopada 2003    | Helsinki      | Finlandia     | Hartwall Arena                   |
| 14 listopada 2003    | Oslo          | Norwegia      | Vallhall Arena                   |
| 6 grudnia 2003       | Auckland      | Nowa Zelandia | Western Springs                  |
| 12 grudnia 2003      | Melbourne     | Australia     | Telstra Dome                     |
| 13 grudnia 2003      | Sydney        | Australia     | Aussie Stadium                   |
| 14 grudnia 2003      | Sydney        | Australia     | Aussie Stadium                   |